# Feminazgûl
Feminazgûl — американський феміністський блек-метал гурт із Північної Кароліни, заснований у 2018 році.
Гурт був заснований Маргарет Кіллджой як сольний проект. У 2018 році вона випустила свій дебютний мініальбом The Age of Men Is Over. 
У 2020 році гурт Feminazgûl, у складі Маргарет Кіллджой, Лаура Біч, Мередіт Яянос, випустив свій перший повноформатний альбом No Dawn for Men.

## Історія
Гурт Feminazgûl був заснований як сольний проект трансгендерною анархісткою Маргарет Кіллджой у 2018 році. Того ж року вона випустила дебютний мініальбом The Age of Men Is Over.
Гурт також був включений до альбому-компіляції Всесвітньої організації металістів проти нацистів (W.O.M.A.N.) 2018 року.
У 2020 році гурт Feminazgûl, у складі Маргарет Кіллджой, Лаура Біч, Мередіт Яянос, випустив свій перший повноформатний альбом No Dawn for Men. Ларс Готріч (Lars Gotrich) у дописі для NPR описав альбом як «жорстоко красивий твір феміністичного блек-металу».
У 2021 році гурт Feminazgûl випустив спліт альбом розділений з виконавцем Awenden.
Музика гурту була класифікована як блек-метал і атмосферний блек-метал.
Гурт був відомий своїми феміністичними, антифашистськими та анархістськими переконаннями. Ці переконання проявляються в їхній музиці, яка також часто містить цитати та теми з міфології та фентезі.
Назва гурту Feminazgûl є каламбуром, створеним на основі принизливого для феміністок терміну «feminazis» та назви примарних істот Nazgûl (дев'ять владик з-поміж людей, поневолені Перснем Всевладдя, які стали слугами Саурона у творах Дж. Р. Р. Толкіна).
Обидві назви альбомів гурту, The Age of Men Is Over та No Dawn for Men, є цитатами з роману «Володар перснів».

## Учасники гурту
- Маргарет Кіллджой (Margaret Killjoy) – кілька інструментів, бек-вокал
- Лаура Біч (Laura Beach) – жорсткий вокал
- Мередіт Яянос (Meredith Yayanos) – скрипка, терменвокс, бек-вокал

## Дискографія

### Студійні альбоми
- No Dawn for Men (2020)[2]

### Мініальбоми
- The Age of Men Is Over (2018)[2]

### Сингли
- «A Mallacht» (2021)[10]

### Інші альбоми
- Worldwide Organization of Metalheads Against Nazis (compilation album, 2018)[3][4]
- Awenden/Feminazgûl (split album with Awenden, 2021)[6]